# Kwintet

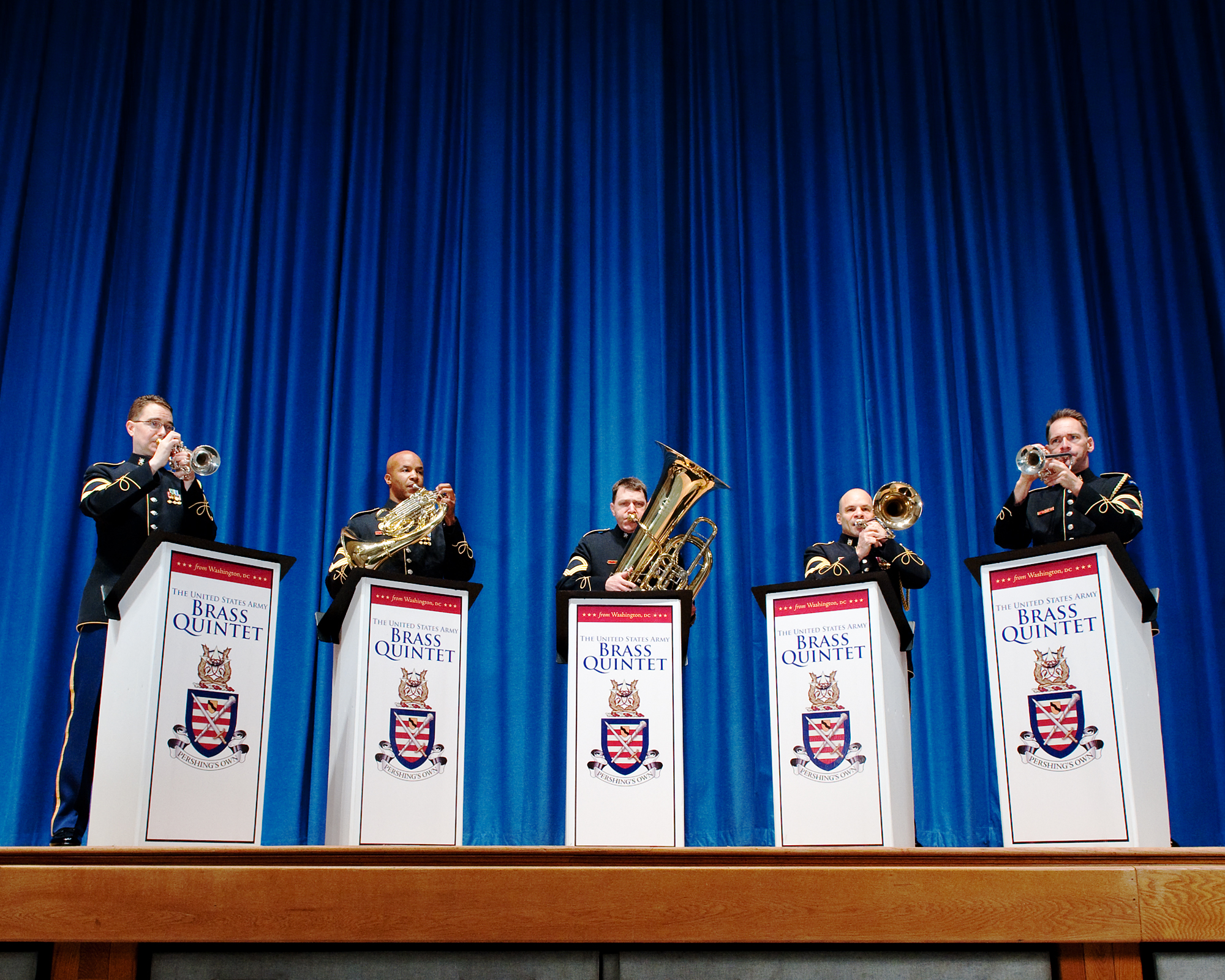
Kwintet

Een kwintet is een formatie van vijf muzikanten.
- In de jazz is het een veel voorkomende formatie: drum + twee saxofoons (alt en tenor) en twee trompetten of trompet en trombone; of piano, gitaar, vibrafoon, bas en drums (zie ook George Shearing).
- In de klassieke muziek zijn gebruikelijke kwintetbezettingen:
  - een uitbreiding van een strijkkwartet met piano (pianokwintet) of een extra strijker (strijkkwintet, meestal bestaand uit twee violen, altviool en twee celli)
  - een (hout)blaaskwintet, meestal bestaand uit fluit, hobo, klarinet, fagot en hoorn. Onder gebruikelijke combinaties zijn mogelijk, zoals fluit, hobo, twee klarinetten (alt en tenor) en fagot.
  - een koperkwintet, meestal bestaand uit: twee trompetten, hoorn, trombone en tuba.

## Voorbeelden
- Ook een muziekstuk dat is geschreven voor een kwintet wordt ook wel als zodanig aangeduid. Een bekend kwintet  is het Forellenkwintet van Franz Schubert dat voor één viool, één altviool, één cello, één contrabas en één piano geschreven is.
- Een ander beroemd voorbeeld van een kwintet (voor twee violen, een altviool en twee cello`s, oftewel—zoals boven beschreven—een strijkkwintet) is La musica notturna delle strade di Madrid (Op. 36 no. 6, G.324) (1780) van Luigi Boccherini (1743-1805). Boccherini schreef opvallend veel kwintetten voor bovenstaande bezetting.

## Overig
De term 'kwintet' wordt ook buiten de muziek gebruikt om een vijftal (mensen of dingen) aan te geven, zoals het Kwintet van Stephan.
Naar aantal leden: Eenmansorkest / Solist · Duo ·  Trio ·  Kwartet ·  Kwintet · Sextet · Septet · Octet · Nonet